# Wielka Encyklopedia Ukraińska
Wielka Encyklopedia Ukraińska (WUE; Ukr. Вели́ка украї́нська енциклопе́дія, ВУЕ) — encyklopedia powszechna w języku ukraińskim, wydawana przez Państwową Instytucję Badawczą „Wydawnictwo Encyclopedyczne” w Kijówie z 2018. Projekt realizuje się na mocy dekretów Prezydenta Ukrainy od 2013 i 2015 pod auspicjami Narodowej Akademii Nauk Ukrainy.
Do 2022 został wydany tom 1 (2018). Tomy 2 i 3 są gotowe do publikacji (w 2021 oni zostały opublikowane na stronie internetowej „Wydawnictwa Encyklopedycznego” w formacie PDF).  Ponadto, w 2021 został opublikowany osobny tom „Ukraina/ 30 lat niepodległości. Krótki informator”.
Planowana ilość tomów: 30.
Kierownikiem projektu jest dyrektorka „Wydawnictwa Encyklopedycznego”, historyk Ałła Kyrydon. Głową Rady Redakcyjnej — członek Narodowej Akademii Nauk Ukrainy, fizyk Wadym Łoktiew.

## Historia projektu
2 stycznia 2013 Prezydent Ukrainy Wiktor Janukowycz podpisał dekret nr. 1/2013 „O Wielkiej Encyclopedii Ukraińskiej”, w którym postanowił: „podtrzymać propozycję Narodowej Akademii Nauk Ukrainy stworzyć i opublikować Wielką Encyklopedię Ukraińską w rokach 2013–2020”. . Na mocy tego dekretu dawne Ogólnoukraińskie Państwowe Specjalizowane Wydawnictwo „Encyklopedia Ukraińska” im. Mykoły Bażana zostało reorganizowane w Państwową Instytucję Badawczą „Wydawnictwo Encyklopedyczne”.
12 stycznia 2015 Prezydent Ukrainy Petro Poroszenko podpisał dekret no. 7/2015 „O stworzeniu i publikacji Wielkiej Encyklopedii Ukraińskiej” i wniósł zmiany do poprzedniego dekretu. Na jego mocy encyklopedia powinna być opublikowana offline oraz online w latach 2013–2026.
W latach 2013–2014 kierownikiem projektu był historyk Jurij Szapował, a w latach 2014–2015 projektem kierował historyk Wołodymyr Krywoszeja. Od 2015 dyrektorem wydawnictwa i kierownikiem projektu jest Ałła Kyrydon.

## Publikacje metodologiczne i metodyczne
W 2016 „Wydawnictwo Encyklopedyczne” opublikowało w osobnych tomach 14 projektów rejestrów haseł encyklopedycznych jako materiały do dyskusji. Każdy z ich zawiera listę haseł z odrębnych dziedzin i dyscyplin naukowych: biologia; medycyna; nauki o Ziemi; fizyka; filozofia, logika, etyka i estetyka; architektura; nauki społeczne; lingwistyka; historia Ukrainy i historia światowa; prawo; religioznawstwo; sport; nauki polityczne; pedagogika.
W 2015 instytucja opublikowała wytyczne dla autorów Wielkiej Encyklopedii Ukraińskiej i kilka tomów zbiorowych o historii encyklopedii na Ukrainie i w innych krajach, organizacji pracy wydawniczej w dziedzinie encyklopedystyki itp.

## Wersja internetowa
W 2018 została uruchomiona strona internetowa „Wielkiej Encyklopedii Ukraińskiej” vue.gov.ua. Zawiera ona wersje rozszerzone artykułów encyklopedycznych oraz ich wersje audio dla osób niesłyszących i słabosłyszących.